# Ёскина
Ёскина — деревня в составе Соликамского городского округа Пермского края Российской Федерации.

### География
Деревня расположена в долине реки Мошевица, в левобережной части Соликамского городского округа примерно в 8 километрах по прямой линии на северо-запад от Соликамска непосредственно у северной границы посёлка Нижнее Мошево.

## Климат
Климат умеренно континентальный с холодной зимой, продолжительностью около 5 месяцев, и тёплым коротким летом. Среднегодовая температура воздуха −2,2 °C. Среднемесячная самого холодного месяца (января) −15,7 °C, самый тёплый июль +17,4 °C. Общее число дней с положительной температурой — 190. Последний весенний заморозок в среднем наблюдается в конце мая, а первый осенний — в конце второй декады сентября. Продолжительность безморозного периода в среднем составляет 114 дней. Образование устойчивого снежного покрова происходит в среднем, в I декаде ноября, в отдельные годы во II декаде октября. Разрушение устойчивого снежного покрова отмечается, в среднем, во второй декаде апреля.

## История
До 2019 года деревня входила в Тюлькинское сельское поселение Соликамского района, а после его упразднения включена в состав Соликамского городского округа.

## Население
| 2010 |
| ---- |
| 39   |

### Национальный состав
Согласно результатам переписи 2002 года, в национальной структуре населения
русские составляли 75 % из 32 чел.

## Инфраструктура
Личное подсобное хозяйство с зоной сельскохозяйственного использования, индивидуальная застройка усадебного типа.
Основа экономики — сельское хозяйство.

## Транспорт
Остановка общественного транспорта «Ескина».